# 多宝塔

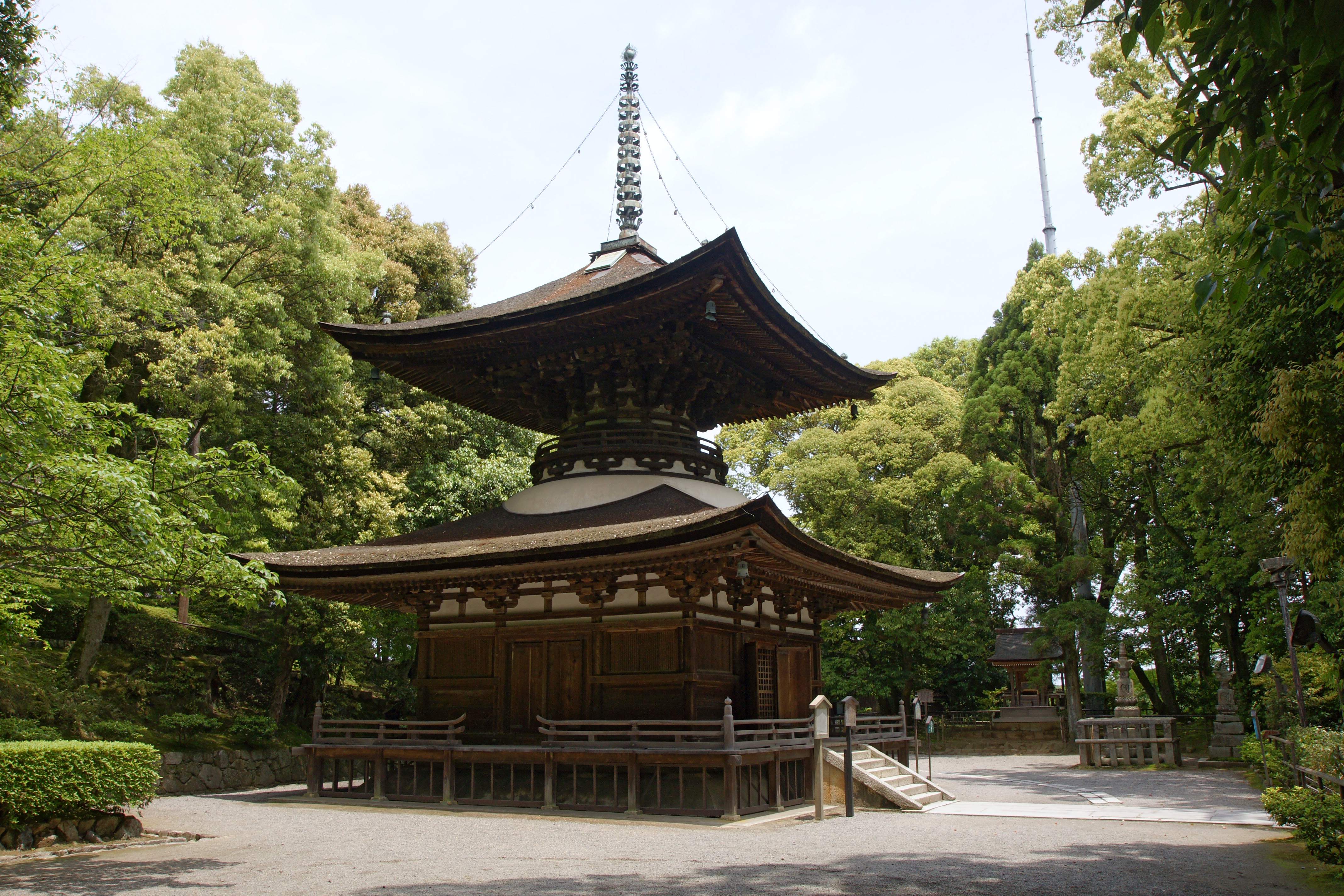
石山寺多宝塔　（国宝）、鎌倉時代初頭、年代の明らかなものとしては日本最古の木造多宝塔

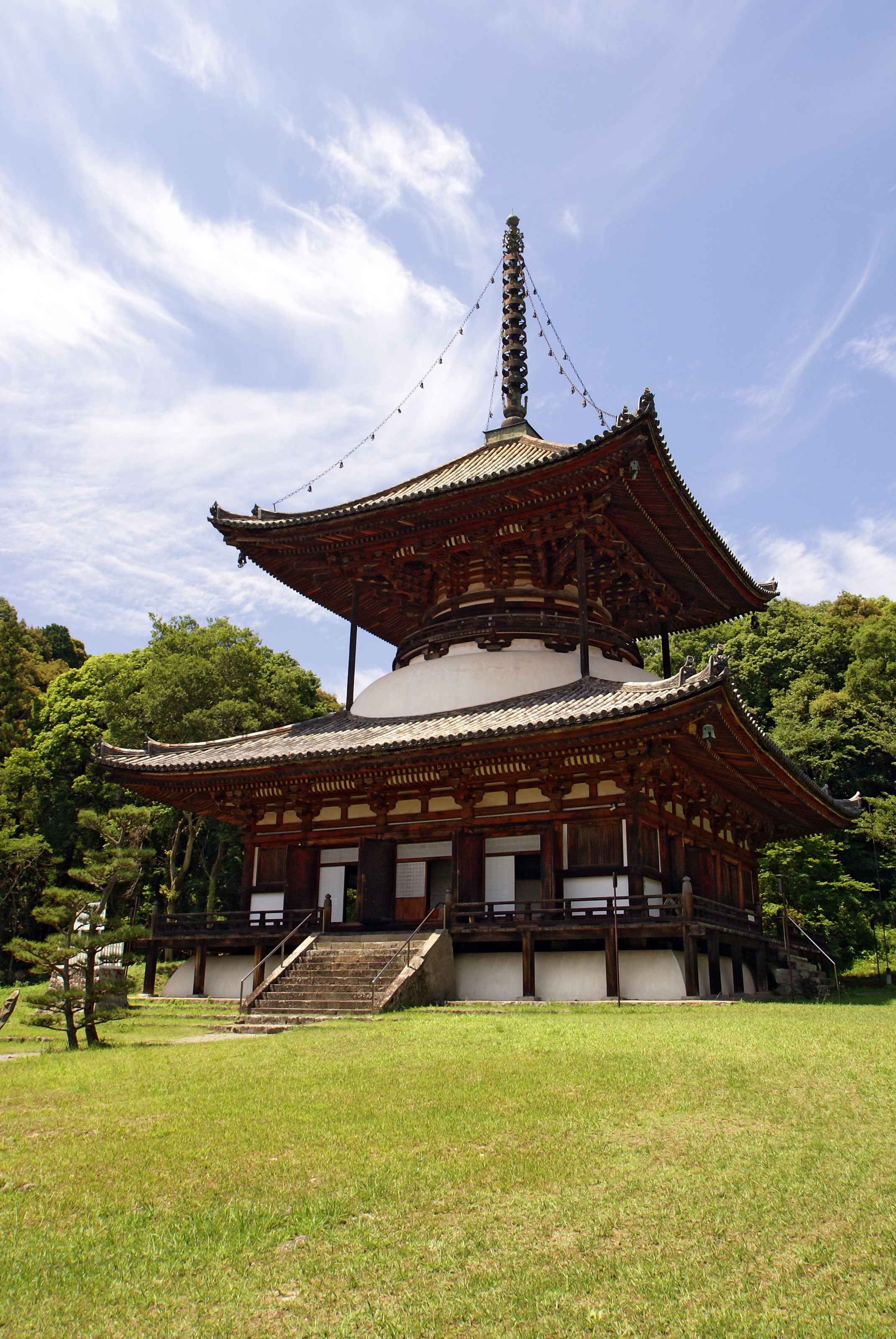
根来寺大塔　（国宝）、室町時代後期、日本最大の木造多宝大塔

多宝塔（たほうとう）は、寺院建築のうち仏塔における形式のひとつである。現代の寺院建築用語・文化財用語としては、一般に、平面が方形（四角形）の初層の上に平面が円形の上層を重ね、宝形造（四角錐形）の屋根を有する二層塔婆を「多宝塔」と呼称する。宝塔という呼称もあり、現代の寺院建築用語・文化財用語では円筒形の塔身に宝形造（四角錐形）の屋根を有するものを「宝塔」と称して「多宝塔」と区別している。ただし、「宝塔」はもともと塔婆一般の美称であり、これらの呼称の区別は便宜的なものである。また、多宝塔は主に真言宗系の寺院で見られるのも特徴である。

## 多宝塔の出典
多宝塔は、「法華経」見宝塔品第十一に出てくるもので、釈迦が霊鷲山で法華経を説法していると多宝如来の塔が湧出し、中にいた多宝如来が釈迦を讃嘆し半座を空け、二如来が並座したとされることに由来する。
見宝塔品には、「世尊（釈迦）が説法をしていると、大地から巨大な七宝塔（金、銀、瑠璃などの七宝で造られた塔）が涌出（ゆじゅつ）し、空中にそびえた」との説話がある。この宝塔は過去仏である多宝如来の塔であった。塔内にいた多宝如来は釈迦の説く法華経の教えを讃嘆し、正しいことを証明して半座を空け、釈迦とともに並んで座ったと説かれる。「多宝塔」の名称はこの法華経の所説に由来するものと思われる。ただし、漢訳経文中の用語は「宝塔」または「七宝塔」となっている。これらの記述から多宝塔に二如来を安置する場合は、向って左に多宝を、右に釈迦を置くことになっている。
この見宝塔品のエピソードは法華経の中でもドラマチックな場面の1つであり、法華経の真実性を証明するものとして著名で、さまざまな形式で造形化されている。たとえば、奈良県長谷寺所蔵の銅板法華説相図（国宝）はこの見宝塔品の場面を造形化したもので7世紀末の作品である。ただし、この作品に表されている塔は平面六角形の三層塔である。

## 形式
「法華経」見宝塔品第十一自体には、多宝塔（宝塔）の形式は記載されておらず、現在日本で見られるような多宝塔（宝塔）の形式については、日本独自のものといわれている。中国や古代日本で多宝如来・釈迦如来を安置する塔には五重や三重の塔があったと考えられている。

### 多宝塔と宝塔
現代の寺院建築用語では初重平面が方形、上重平面が円形の二層塔を多宝塔と称するが、さらに狭義には初重が方三間（1辺に柱が4本立ち柱間が3間あるの意）のものを多宝塔と称し、方五間のものを「大塔」と称する。このような形式の塔を「多宝塔」と呼称するのは近世以降のことであり、慶長13年（1608年）の平内政信の奥書がある『匠明』がその初出とみられる。天台系には初重・上重とも平面方形の二重塔があるがこれは単に「二重塔」と呼称している。多宝塔の初重内部は須弥壇を設け、仏像を安置するのが原則で、石山寺多宝塔のように大日如来を本尊として安置する例が多い。木造のもののほか室内に安置される金属製のもの、屋外に置かれる石造のものがある。
一方、「宝塔」は歴史的用語としては「塔」の美称であり、特定の建築形式を指すものではないが、現代の寺院建築用語では、円筒形の塔身に宝形造（四角錐形）の屋根を載せた形の塔を「宝塔」と呼ぶ。この形式の「宝塔」は徳川将軍家の霊廟などにも用いられ、銅製や石造のものをしばしば見るが、木造の塔でこの形式のものは少ない。このような平面円形の「宝塔」形式の塔の塔身（円筒部）に庇（裳階）を設けたものが多宝塔の原型とされている。多宝塔では初重と二重の間に「亀腹」と称する漆喰塗り（まれに板張り）の円形部分があり、円筒形の塔身の名残りを見せている。ただし、現存する近世以前の木造多宝塔の場合、構造的には円筒形の塔身に庇（裳階）を付したものではなく、方形平面の初重の上に平面円形の上層部を乗せた二層塔である。
多宝塔の基本的な形式は、初重は方三間、上重は12本の柱を円形をなすように配置するものである。ただし根来寺大塔は特異な形式で、初重を方五間とし、初重内部には12本の身舎柱が円形をなすように配置され、その内側に四天柱が立つ。身舎柱を円形に配するということは、多宝塔の原形が、円筒形の塔身に裳階を付したものであることを示唆している。ただし、根来寺大塔の場合も、構造的には他の多宝塔と同様の二層塔である。
石造塔の場合は、宝塔形式のものが多いのに対し、石造多宝塔の遺例は少ない。

## 多宝塔形式の起源
初重を平面方形、二重を平面円形とする二層塔は日本独自の形式であり、平安時代初期に空海が高野山に建立を計画していた毘盧遮那法界体性塔（びるしゃなほっかいたいしょうとう）にその原型が求められる。この塔は空海の没後に完成し、その後も何度か焼失と倒壊を繰り返して、現在高野山にある塔（大塔または根本大塔と呼ばれる）は昭和12年（1937年）に再建された鉄筋コンクリート造のものである。この塔の創建時の形態は、現在の多宝塔に近いものであったと考証されている。
空海とともに平安時代初期の仏教界で活動した最澄は法華経千部を安置する塔を日本各地の6か所に建立することを計画した。これは現在で言う多宝塔とは異なり、初重・二重ともに平面方形の二重塔であった。現在、比叡山延暦寺にある法華総持院東塔は1980年に建立されたものだが、初重・二重とも方形の形式を保っている。この形式の二重塔で近世以前にさかのぼるものはきわめて少なく、徳島県の切幡寺塔婆はその貴重な遺例である。この切幡寺塔は、もとは大阪の住吉大社の神宮寺にあり、元和4年（1618年）に建てられたものだが、明治時代初期に現在地に移建されている。

## 主な木造多宝塔
- 国宝
  - 石山寺（滋賀県大津市）
  - 慈眼院（大阪府泉佐野市）
  - 長保寺（和歌山県海南市）
  - 金剛三昧院（和歌山県高野町）
  - 根来寺（和歌山県岩出市）
  - 浄土寺（広島県尾道市）
- 重要文化財（国指定）
  - 来迎院　（らいごういん） 室町時代 茨城県龍ケ崎市馴馬（なれうま）町2362
  - 石堂寺 （いしどうじ） 室町時代 千葉県南房総市石堂302
  - 金鑚神社 （かなさなじんじゃ） 室町時代 埼玉県児玉郡神川町二宮751
  - 日龍峰寺 (にちりゅうぶじ） 鎌倉時代 岐阜県関市武儀町下之保高沢
  - 観音寺 (かんのんじ） 室町時代 愛知県名古屋市中川区荒子町営窓138
  - 密蔵院 (みつぞういん） 室町時代 愛知県春日井市熊野町3133
  - 性海寺 (しょうかいじ） 室町時代 愛知県稲沢市大塚南1
  - 万徳寺 (まんとくじ） 室町時代 愛知県稲沢市長野町東堤野1431
  - 知立神社 (ちりゅうじんじゃ） 室町時代 愛知県知立市西町字神田12
  - 大樹寺 (だいじゅじ） 室町時代 愛知県岡崎市鴨田町広元5-1
  - 東観音寺 (とうかんのんじ） 室町時代 愛知県豊橋市小松原町坪尻14
  - 常寂光寺 （じょうじゃくこうじ） 江戸時代 京都府京都市右京区嵯峨小倉山小倉町3
  - 善峯寺 （よしみねでら） 江戸時代 京都府京都市西京区大原野小塩町
  - 宝塔寺 （ほうとうじ） 室町時代 京都府京都市伏見区宝塔寺山町32
  - 大福光寺 （だいふくこうじ） 室町時代 京都府船井郡京丹波町下山岩ノ上
  - 智恩寺 （ちおんじ） 室町時代 京都府宮津市天橋立文殊小字切戸
  - 金胎寺 （こんたいじ） 鎌倉時代 京都府相楽郡和束町鷲峯山
  - 勝鬘院 （しょうまんいん） 桃山時代 大阪府大阪市天王寺区夕陽丘町5-36
  - 法道寺 （ほうどうじ） 南北朝時代 大阪府堺市南区鉢ヶ峰寺401
  - 大威徳寺 （だいいとくじ） 室町時代 大阪府岸和田市大沢町1178-1
  - 岩湧寺 （いわわきじ） 室町時代 大阪府河内長野市加賀田
  - 金剛寺 （こんごうじ） 平安時代 大阪府河内長野市天野町
  - 叡福寺 （えいふくじ） 江戸時代 大阪府南河内郡太子町太子2146
  - 徳光院 （とくこういん） 室町時代 兵庫県神戸市中央区葺合町布引山2丁目
  - 長遠寺 （ちょうおんじ） 桃山時代 兵庫県尼崎市寺町10
  - 伽耶院 （がやいん） 江戸時代 兵庫県三木市志染町大谷
  - 酒見寺 （さがみでら） 江戸時代 兵庫県加西市北条町北条1319
  - 久米寺 （くめでら） 江戸時代 奈良県橿原市久米町502
  - 吉田寺 （きちでんじ） 室町時代 奈良県生駒郡斑鳩町小吉田
  - 紀三井寺 （きみいでら） 室町時代 和歌山県和歌山市紀三井寺1201
  - 浄妙寺 （じょうみょうじ） 鎌倉時代 和歌山県有田市宮崎町1000
  - 遍照寺 （へんじょうじ） 桃山時代 岡山県笠岡市笠岡
  - 厳島神社 （いつくしまじんじゃ） 室町時代 広島県廿日市市宮島町1-1
  - 閼伽井坊（あかいぼう、花岡八幡宮） 室町時代 山口県下松市末武上398
- 天皇陵
  - 近衛天皇、安楽寿院南陵 (京都市伏見区) - 天皇陵の中では唯一多宝塔の形式をとる。
- 二重塔
  - 切幡寺 （きりはたじ） 桃山時代 徳島県阿波市市場町切幡観音129

## 石造多宝塔の例
- 菩提寺多宝塔（仁治2年・重要文化財）　滋賀県湖南市
- 常楽寺多宝塔（弘長2年？・重要文化財、常楽寺）　長野県上田市
- 韓国の石造多宝塔
  - 仏国寺多宝塔 （慶尚北道慶州市）

## ギャラリー
- 慈眼院多宝塔（国宝）
- 金剛三昧院多宝塔（国宝）
- 浄土寺多宝塔（国宝）
- 長保寺多宝塔（国宝）
- 酒見寺多宝塔（重文）
- 大樹寺多宝塔（重文）
- 知立神社多宝塔（重文）
- 智恩寺多宝塔（重文）
- 温泉寺多宝塔。軒下の構造が良く分かる画像
- 紀三井寺多宝塔（重文）
- 仏国寺多宝塔（韓国の国宝）